# St. Jakobus (Merenberg)

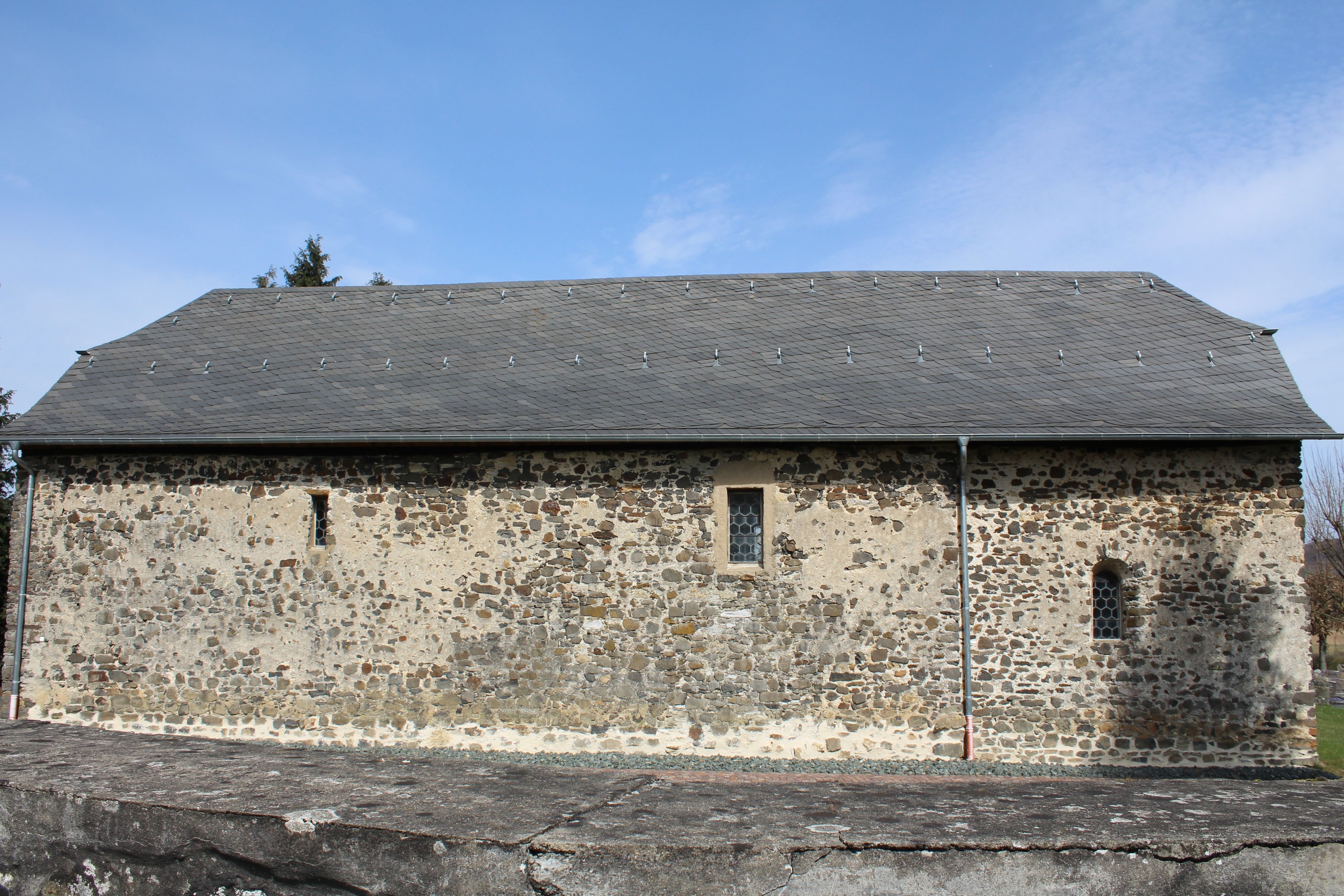
Südansicht der Kirche

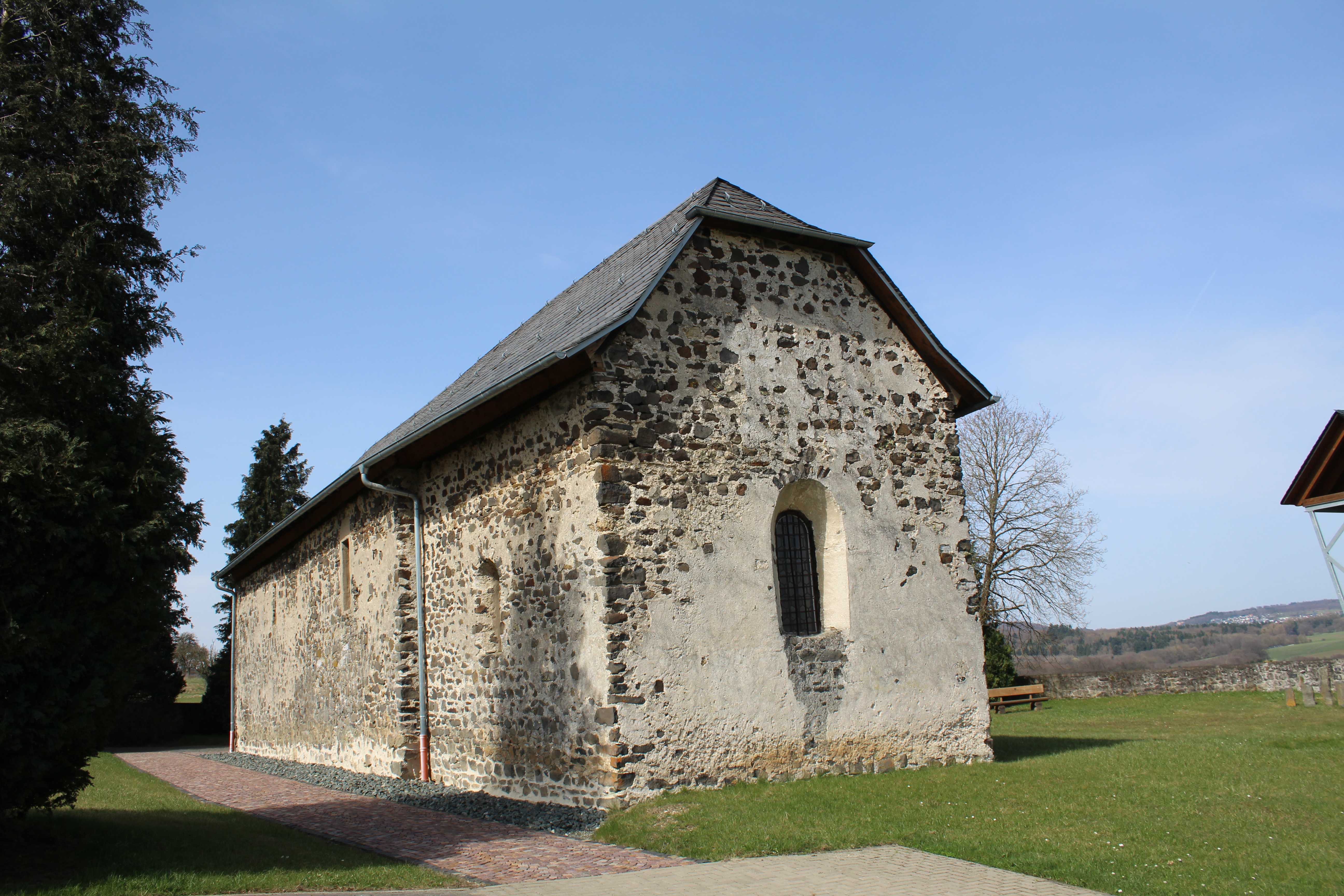
Kirche von Südost

Die romanische St.-Jakobus-Kirche (auch: Appenkirche; Abbekirch) ist heute eine Friedhofskapelle bei Merenberg im Landkreis Limburg-Weilburg in Mittelhessen. Sie ist ein geschütztes Kulturdenkmal. Es befindet sich etwa einen halben Kilometer außerhalb des Ortes an der Straße von Merenberg nach Neunkirchen.

## Geschichte
Die Jakobuskirche in der Nähe der wüst gewordenen Dorfsiedlung Appenkirche wurde um 1200 erbaut. Die genaue Entstehungsgeschichte der Kirche ist unklar. Bis 1534 war sie Vikarie der Urpfarrei St. Johannes Lahr und wurde dann im Rahmen der Reformation in der Grafschaft Nassau-Weilburg aus der Pfarrei gelöst. Nach dem Ausbau der Merenberger Marienkapelle zu einer innerörtlichen Kirche zum Ende des 16. Jahrhunderts verlor die Jakobuskirche ihre Bedeutung und wurde Kapelle des umliegenden Friedhofs.

## Beschreibung
Die aus Basaltstein erbaute Kirche verfügt über ein Krüppelwalmdach. Der Bau hat eine Grundfläche von ungefähr 22 × 8 Meter. Der quadratische kreuzgerippte Chor ist leicht eingezogen. Die älteren Fenster sind schießschartenförmig, die jüngeren wie der Eingang rundbogig. Im Inneren befinden sich zwei mittelalterliche verblasste Fresken. Ursprünglich trug die Kirche über dem Chor einen Dachreiter.
Neben der von einer Natursteinringmauer umgebenen Kirche befindet sich seit 2011 ein moderner stählerner Glockenturm.